# Grad (khu tự quản)
Khu tự quản Grad (tiếng Slovene: Občina Grad) là một khu tự quản ở Slovenia. Trụ sở của khu tự chủ là làng Grad.